# Art Cruz

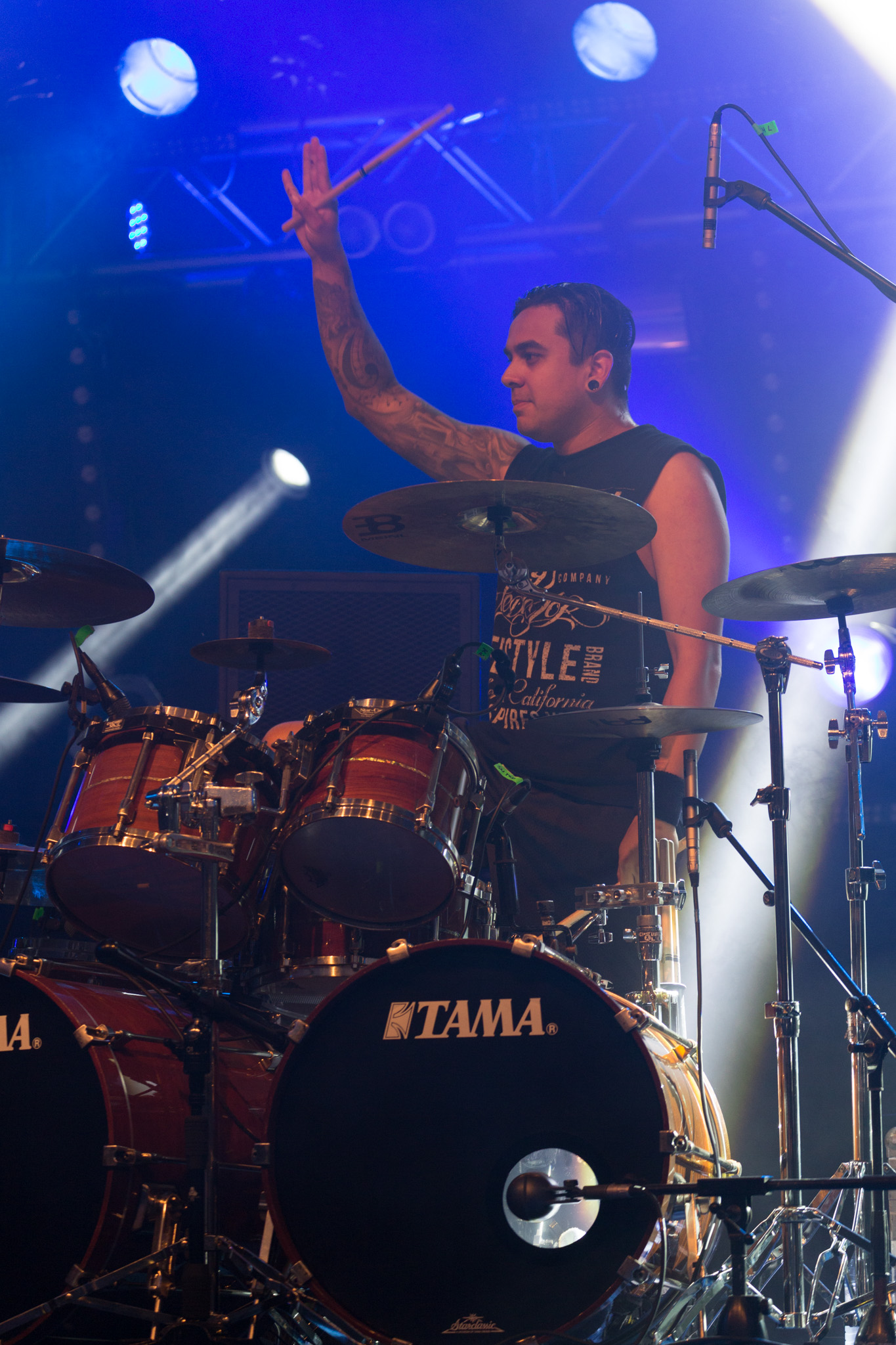
Art Cruz mit Prong beim Festival Eier mit Speck 2014

Art Cruz (* 27. Mai 1988 in Downey, Kalifornien) ist ein US-amerikanischer Schlagzeuger. Er ist Mitglied der Bands Winds of Plague sowie Lamb of God und spielte zuvor bei Prong.

## Karriere
Cruz wuchs in South El Monte, einem Vorort von Los Angeles, auf und war Mitglied der Marching Band seiner High School. Im Jahre 2008 schloss er sich der Band Winds of Plague an und veröffentlichte die Alben The Great Stone War und Against the World, die Platz 72 bzw. 60 in den Billboard 200 erreichten. 2012 verließ Cruz wegen kreativer Differenzen die Band, kehrte aber bereits drei Jahre später zurück. 2017 erschien das Album Blood of My Enemy.
Im Jahre 2014 schloss Art Cruz sich der Band Prong an und veröffentlichte mit der Band das Coveralbum Songs from the Black Hole sowie die Studioalben X – No Absolutes und Zero Days, bevor er die Band im Jahre 2018 wieder verließ. Ein Jahr zuvor kollaborierte Art Cruz mit dem Projekt Klogr und ging mit der Band im Vorprogramm von The Rasmus auf Europatournee.
Seit 2018 vertrat Art Cruz Chris Adler als Schlagzeuger der Band Lamb of God, nachdem Adler infolge eines Motorradunfalls ausfiel. Im Juli 2019 wurde Cruz zum festen Bandmitglied befördert.

## Diskografie
mit Winds of Plague
- 2009: The Great Stone War
- 2011: Against the World
- 2017: Blood of My Enemy

mit Prong
- 2015: Songs from the Black Hole
- 2016: X – No Absolutes
- 2017: Zero Days

mit Lamb of God
- 2020: Lamb of God
- 2022: Omens